# U-722
Unterseeboot 722 foi um submarino alemão do Tipo VIIC, pertencente a Kriegsmarine que atuou durante a Segunda Guerra Mundial.

## Comandantes
| Comandante         | Data                                         |
| ------------------ | -------------------------------------------- |
| Oblt. Hans Reimers | 15 de dezembro de 1943 - 27 de março de 1945 |

## Subordinação
Durante o seu tempo de serviço, esteve subordinado às seguintes flotilhas:
| Período                                      | Flotilha                                   |
| -------------------------------------------- | ------------------------------------------ |
| 15 de dezembro de 1943 - 31 de julho de 1944 | 31. Unterseebootsflottille (treinamento)   |
| 1 de agosto de 1944 - 30 de setembro de 1944 | 1. Unterseebootsflottille (serviço ativo)  |
| 1 de outubro de 1944 - 27 de março de 1945   | 11. Unterseebootsflottille (serviço ativo) |

## Operações conjuntas de ataque
O U-722 participou das seguinte operações de ataque combinado durante a sua carreira:
- Rudeltaktik